# Drohstarren

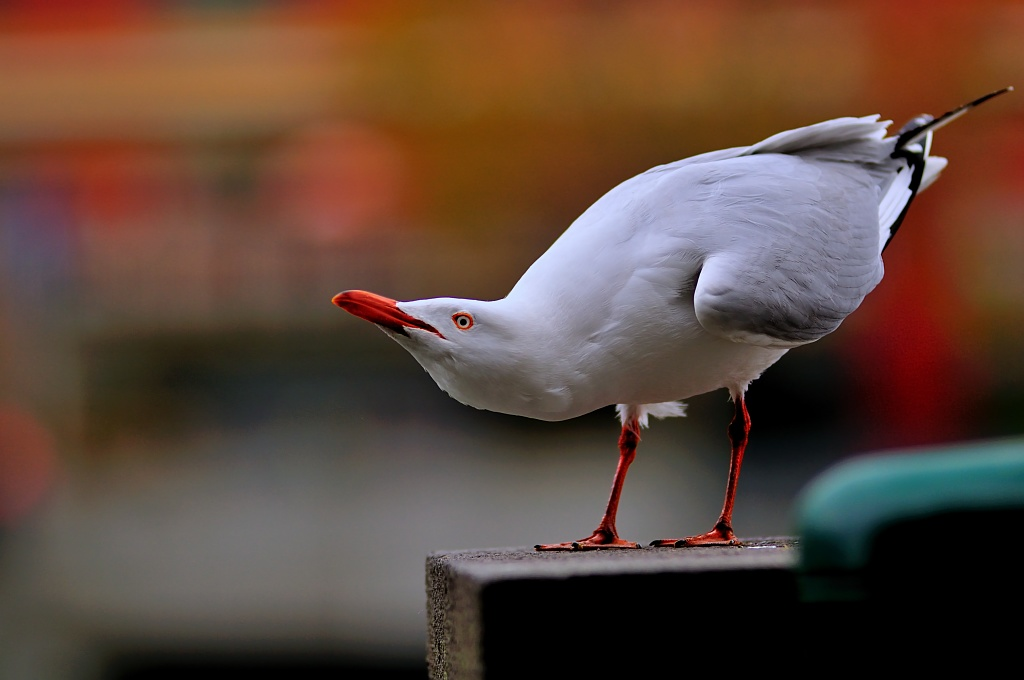
Drohstarren bei einer Silberkopfmöwe

Als Drohstarren wird in der Humanethologie und der Ethologie eine intensive Form des Blickkontakts bezeichnet, die als „eine verbreitete Form aggressiven Imponierens“ interpretiert wird und laut Irenäus Eibl-Eibesfeldt bei den Menschen „zum normalen Repertoire aggressiven Verhaltens“ gehört: „So gilt Anstarren überall als Drohung.“ Zu diesem verallgemeinernden Schluss kam Eibl-Eibesfeldt, da er diese Variante einer nonverbalen Kommunikation sowohl bei den afrikanischen „Buschleuten“ und Himba als auch bei südamerikanischen Yanomami, den auf Mindanao lebenden Tasaday und den melanesischen Eipo nachweisen konnte. Auch bei Tieren wurde Drohstarren beobachtet.
In seinem Standardwerk Die Biologie des menschlichen Verhaltens beschreibt Eibl-Eibesfeldt den Gesichtsausdruck des Menschen beim Drohstarren wie folgt:

„Die Brauen werden dabei hochgerissen, die Mundspalte ist zusammengepreßt, die Mundwinkel sind leicht abwärts gezogen. Wenn Personen einen Stein oder ein anderes Objekt werfen, heben sie die Brauen in ähnlicher Weise an, vermutlich im Bestreben, klar zu sehen. Auch pressen sie die Mundspalten zusammen, was Menschen überall bei körperlicher Anstrengung  tun.“

Ein solches, von Konrad Lorenz als „mimische Übertreibung“ bezeichnetes Ausdrucksverhalten – Fixieren mit den Augen – wurde auch bei zahlreichen Tierarten beschrieben, so beispielsweise bei Bonobos, Gorillas und bei Pavianen, bei Spitzhörnchen, Baumschliefern, Meerschweinchen und Rothunden.
Bei Primaten führt das Herunterziehen der Mundwinkel gelegentlich zusätzlich zum Sichtbarwerden der Eckzähne, was die Drohmimik noch verstärkt.
Bei Boxern ist es oft Teil des Imponiergehabes vor dem Kampf. 2011 wurde beispielsweise berichtet, dass Wladimir Klitschko und David Haye vor einem Kampf drei Minuten lang wechselseitiges Drohstarren („three-minute staredown“) praktiziert haben.
Auch bei Hunden ist das optische Fixieren eines anderen Hundes ein Aspekt des offensiven Drohens, auch als Angriffsdrohen bezeichnet. Im Unterschied dazu wird beim Imponieren, also der Demonstration von Stärke, direkter Blickkontakt vermieden. Imponierverhalten kann jedoch in Angriffsverhalten übergehen. Offensives Drohen wird häufig mit defensivem Drohen (Abwehrdrohen) beantwortet. Aus diesem heraus kommt es am ehesten zu einem Kampf, der defensiv drohende Hund beißt zuerst. Aus dieser Deutung heraus ergibt sich, warum Menschen den direkten Blickkontakt zu fremden Hunden vermeiden sollten: Diese können sich bedroht fühlen und deshalb beißen. In Bezug auf Hütehunde wird deren „konzentriertes Ansehen und Folgen sich bewegender Objekte mit Abstoppen der Bewegung bei Erreichen einer bestimmten Distanz zu diesen Objekten“ (zum Beispiel zu Schafen) als „Auge zeigen“ bezeichnet.

## Belege
1. ↑   Gerhard Medicus: Humanethologische Aspekte der Aggression – ein Beitrag zu den biologischen Grundlagen von Psychotherapie und Psychiatrie. In: W. Schöny, H. Rittmannsberger und ch. Guth (Hrsg.): Aggression im Umfeld psychischer Erkrankungen. Ursachen, Folgen, Behandlung. Edition pro mente, Linz 1994, S. 29–56, ISBN 3-901409-00-9
2. ↑   Irenäus Eibl-Eibesfeldt: Die Biologie des menschlichen Verhaltens. Grundriß der Humanethologie. Seehamer Verlag, Weyarn 1997, S. 528 u. 242, ISBN 3-932131-34-7.
3. ↑   Irenäus Eibl-Eibesfeldt: Stammesgeschichtliche Anpassungen im menschlichen Verhalten. In: Grzimeks Tierleben, Sonderband Verhaltensforschung. Kindler Verlag, Zürich 1974, S. 605.
4. ↑  Konrad Lorenz: Das sogenannte Böse. Zur Naturgeschichte der Aggression. Dr. G. Borotha-Schoeler Verlag, Wien 1963, S. 105.
5. ↑  Claudia Jordan: Das Verhalten zoolebender Zwergschimpansen (Pan paniscus Schwarz 1929). Diss. nat., Frankfurt am Main 1977, S. 100.
6. ↑  Zooschule Hannover (Hrsg.): Starke, sanfte Pflanzenfresser. In: Über den Gorillaberg. Arbeitshilfe Nr. 16.1. 2. Auflage, Hannover 2009, S. 15, Volltext (PDF; 1,4 MB). (Memento vom 7. Juni 2015 im Internet Archive)
7. ↑   Keike Johannsen: Die Wüste lebt – auch bei Hagenbeck. In: Regina Marek (Hrsg.): Lynx 2 / 2008, S. 26, Volltext (PDF) (Memento vom 9. September 2015 im Internet Archive).
8. ↑   Simone Schehka: Acoustic variation in communication calls of Tree Shrews: from broad to narrow messages. Diss. nat., Hannover 2009, S. 93 Volltext (PDF).
9. ↑  Martin S. Fischer: Hyracoidea. Walter de Gruyter, Berlin 1991, S. 134 = Handbuch der Zoologie. Band 8: Mammalia, Teilband 58, ISBN 3-11-012934-5.
10. ↑  Landesinstitut für Lehrerbildung und Schulentwicklung (Hrsg.): Meerschweinchen. Beobachten – Analysieren – Schlussfolgern. Schüthe-Druck, Hamburg 2008, S. 65, Volltext (PDF). (Memento vom 18. April 2013 im Internet Archive)
11. ↑   Wolfgang Ludwig: Zum Sozialverhalten des Rothundes (Cuon alpinus PALLAS 1811) unter Gehegebedingungen: Strategien von Kohäsion und Suppression. Diss. nat., Kassel 2006, S. 33, Volltext (PDF).
12. ↑  Thomas Hülshoff: Emotionen. Ernst Reinhardt Verlag / UTB, München 2006, S. 147, ISBN 3-8252-2051-6.
13. ↑  Wladimir Klitschko: Good At Staring, Bad At Football.
14. ↑  Dorit Feddersen-Petersen: Hundepsychologie. Sozialverhalten und Wesen - Emotionen und Individualität Kosmos, 2014, ISBN 3440142752, S. 111–115.

Dorit Feddersen-Petersen nutzt die Bezeichnung Drohfixieren.
15. ↑  Uta Hoffmann: Umweltbedingte und genetische Einflüsse auf Merkmale der Leistungsprüfung beim Koppelgebrauchshund Border Collie. Diss. nat, Hannover 2000, S. 6, Volltext (PDF; 1,9 MB).